# Hypopachus variolosus
Ếch cừu (Hypopachus variolosus) là một loài ếch có nguồn gốc ở Thái Bình Dương và Caribbean, vùng đất thấp ở miền nam Texas đến Costa Rica. Nó có tiếng kêu đặc biệt tương tự như tiếng kêu be be của một con cừu trong và sau khi mưa trong những tháng ấm áp.